# ماركوس فالي
ماركوس فالي (بالبرتغالية: Marcos Valle) هو عازف جاز وعازف قيثارة ومنتج أسطوانات وملحن ومغني وعازف بيانو برازيلي، ولد في 14 سبتمبر 1943 في ريو دي جانيرو في البرازيل.

## وصلات خارجية
- ماركوس فالي على موقع IMDb (الإنجليزية)
- ماركوس فالي على موقع ميوزك برينز (الإنجليزية)
- ماركوس فالي على موقع أول ميوزيك (الإنجليزية)
- ماركوس فالي على موقع ديسكوغز (الإنجليزية)